# Каваљијано (Новара)
Каваљијано је насеље у Италији у округу Новара, региону Пијемонт.
Према процени из 2011. у насељу је живело 123 становника. Насеље се налази на надморској висини од 180 м.